# 城厢街道 (杭州市)

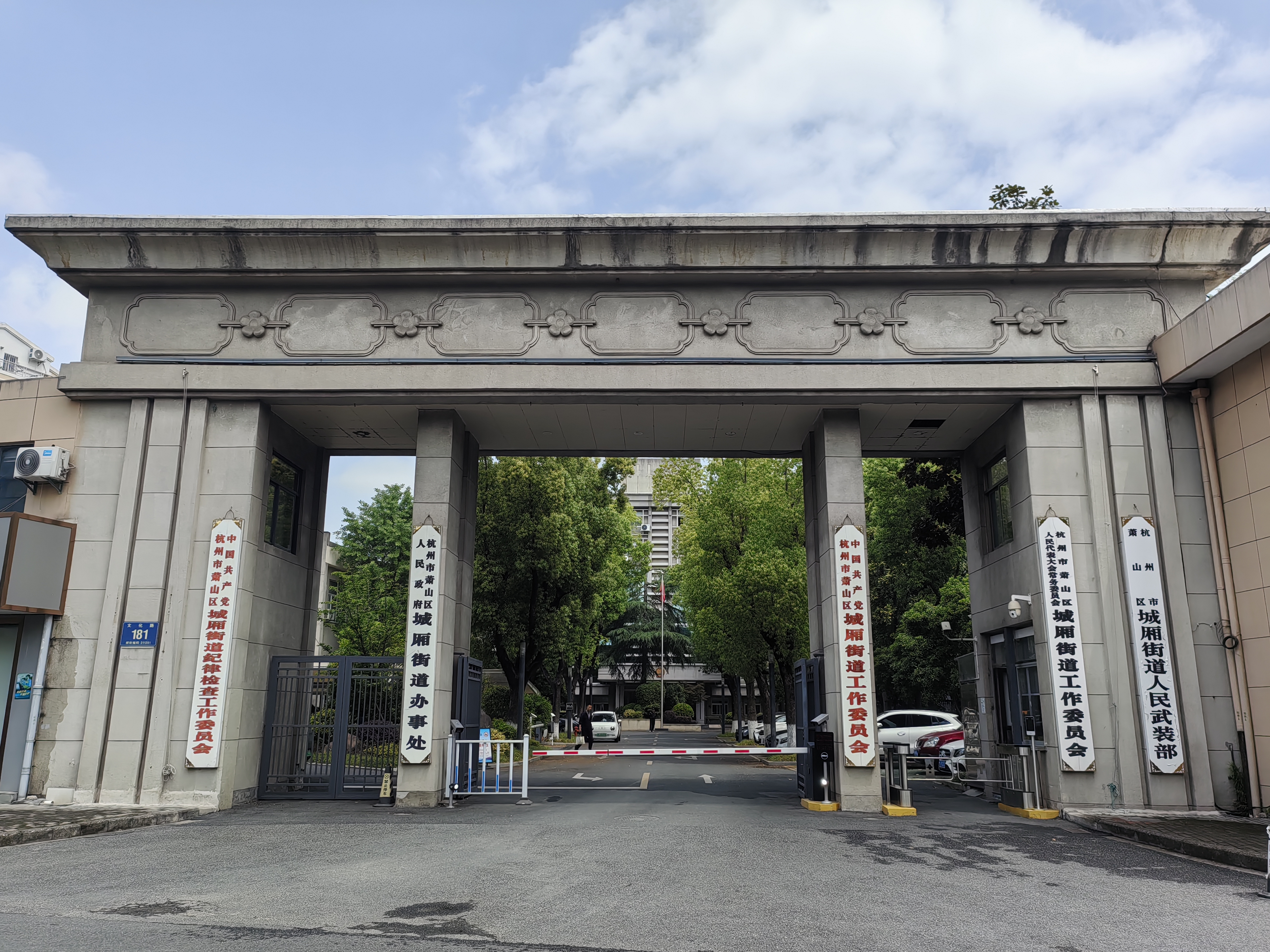
杭州市萧山区人民政府城廂街道辦事處

城厢街道是中华人民共和国浙江省杭州市萧山区下辖的一个街道。辖区总面积18平方公里。2010年人口118967人，其中非农业人口114293人。2010年实现地区生产总值625328万元。

## 辖区
城厢街道辖有：
- 社区(32)：陈公桥社区、东阳桥社区、藕湖浜社社区、百尺溇社区、南市社区、江寺社区、拱秀社区、太平弄社区、丁家庄社区、燕子河社区、西河路社区、南门江社区、潘水社区、俊良社区、万寿桥社区、崇化社区、车家埭社区、新桥头社区、高桥社区、徐家河社区、梅花楼社区、南门社区、仙家里社区、育才东苑社区、湖头陈社区、东湘社区、杜湖社区、美之园社区、潇湘社区、湘湖社区、回澜北苑社区、回澜南苑社区；